# Olympische Zwischenspiele 1906/Leichtathletik – 1500 m Gehen (Männer)
Das 1500-Meter-Bahngehen der Männer bei den Olympischen Zwischenspielen 1906 in Athen wurde am 30. April 1906 im Panathinaiko-Stadion ausgetragen.

## Ergebnisse
| Platz | Athlet                  | Land           | Zeit (min) |
| ----- | ----------------------- | -------------- | ---------- |
| 1     | George Bonhag           | USA            | 7:12,6     |
| 2     | Donald Linden           | Kanada         | 7:19,8     |
| 3     | Konstandinos Spetsiotis | Griechenland   | 7:22,0     |
| 4     | Georgios Saridakis      | Griechenland   | k. A.      |
| 5     | Charilaos Vasilakos     | Griechenland   | k. A.      |
| 6     | Alexandros Kouris       | Griechenland   | k. A.      |
| 7     | György Sztantics        | Ungarn         | k. A.      |
|       | Robert Wilkinson        | Großbritannien | DSQ        |
|       | Eugen Spiegler          | Österreich     | DSQ        |

Wilkinson und Spiegler erreichten das Ziel zuerst, wurden jedoch wegen Verstößen gegen die korrekte Gehtechnik disqualifiziert. Auch Bonhag, der seinen ersten Wettbewerb im Gehen überhaupt bestritt, soll permanent gegen die Regeln verstoßen haben. Die Jury entschied jedoch bei einem Patt mit der Stimme des griechischen Kronprinzen, ihn nicht zu disqualifizieren. Andere Quellen besagen, man habe einen erneuten Wettkampf zwischen Bonhag und Linden angesetzt, zu dem ersterer nicht angetreten sei.